# ガーディアン・ガーデン
ガーディアン・ガーデンは東京都中央区銀座にあるギャラリー。
出版・情報サービス大手の株式会社リクルートが、若いクリエーター支援を目的とするメセナ活動の一つとして1990年12月、東京都渋谷区にオープンし、1993年5月に銀座に移転した。
リクルートが運営するもうひとつのギャラリー、クリエイションギャラリーG8と共に、ビジュアルコミュニケーションをテーマに掲げている。クリエイションギャラリーG8が著名な作家をとりあげる一方、ガーディアン・ガーデンでは、公募展を開催し若手クリエイターの活動を支援している。
また近年では、コンペ以外にも第一線で活躍するクリエーターのデビュー以前からの作品を紹介する「タイムトンネルシリーズ」なども行っている。

## ガーディアン・ガーデンが主催する主なコンテスト
- ひとつぼ展
- 1_WALL

## タイムトンネルシリーズで扱われたクリエーター
- 第1回（1994年 1月）
  - 若尾真一郎（イラストレーター）
- 第2回（1995年 2月）
  - 安西水丸（イラストレーター）
- 第3回（1996年 1月）
  - 高梨豊（写真家）
- 第4回（1996年 8月）
  - 佐藤晃一（グラフィックデザイナー）
- 第5回（1997年 2月）
  - 長野重一（写真家）
- 第6回（1997年10月）
  - 和田誠（イラストレーター）
- 第7回（1998年 5月）
  - 亀倉雄策（グラフィックデザイナー）
- 第8回（1998年10月）
  - 沢渡朔（写真家）
- 第9回（1999年 4月）
  - 矢吹申彦（イラストレーター）
- 第10回（1999年11月）
  - 土田ヒロミ（写真家）
- 第11回（2000年 5月）
  - 青葉益輝・浅葉克己・長友啓典（グラフィックデザイナー）
- 第12回（2000年 10月）
  - 操上和美（写真家）
- 第13回（2001年 05月）
  - 山口はるみ（イラストレーター）
- 第14回（2002年 10月）
  - 柳沢信（写真家）
- 第15回（2002年 5月）
  - 仲條正義（グラフィックデザイナー）
- 第16回（2002年10月）
  - 大倉舜二（写真家）
- 第17回（2003年5月）
  - 宇野亜喜良（イラストレーター）
- 第18回（2003年10月）
  - 藤井保（写真家）
- 第19回（2004年5月）
  - 細谷巖（アートディレクター）
- 第20回（2004年11月）
  - 北井一夫（写真家）
- 第21回（2005年10月）
  - 五十嵐威暢（彫刻家・デザイナー）
- 第22回（2006年5月）
  - 鋤田正義（写真家）
- 第23回（2006年10月）
  - 大橋歩（イラストレーター）
- 第24回（2007年5月）
  - 本橋成一（写真家・映画監督）
- 第25回（2007年10月）
  - 葛西薫（アートディレクター）
- 第26回（2008年5月）
  - 十文字美信（写真家）
- 第27回（2008年10月）
  - 福田繁雄（グラフィックデザイナー）
- 第28回（2009年5月）
  - 山崎博（写真家）
- 第29回（2009年10月）
  - 原耕一（アートディレクター）
- 第30回（2012年5月）
  - 広川泰士（写真家）
- 第31回（2013年5月）
  - 奥村靫正（アートディレクター・グラフィックデザイナー）

## 関連のある人物
- 川内倫子
- 小林紀雄